# Dominique Ropion
Dominique Ropion (...) è un profumiere francese.
Durante i primi anni della sua carriera ha lavorato presso il Roure Bertrand Dupont. Successivamente è stato assunto da Florasynth e Dragoco, prima di entrare a far parte dell'International Flavors and Fragrances nel 2000. Dominique Ropion ha vinto premio "Cosmetic Valley's International Fragrance" - Prix François Coty nel 2008.

Fra le sue creazioni più celebri si possono citare Euphoria per Calvin Klein, Amarige per Givenchy ed Alien per Thierry Mugler. Carnal Flower per Frederic Malle. Lo stesso Ropion si è dichiarato influenzato dal lavoro di François Coty e Jacques Guerlain.

## Principali profumi creati[4]
A Lab on Fire
- What We Do In Paris Is Secret
- Messy Sexy Just Rolled Out Of Bed

Alexander McQueen
- My Queen

Boucheron
- Miss Boucheron

Burberry
- Burberry London
- The Beat

Cacharel
- Amor Amor

Calvin Klein
- Euphoria

Caron
- Aimez - Moi

Charriol
- Charriol Men

Chopard
- Happy Spirit

CoSTUME NATIONAL
- Costume National Homme
- Pop Collection

Dior
- Pure Poison
- Eau Jeune
- L'Echappee Belle

Ego Facto
- Poopoo Pidoo

Escada
- Escada Casual
- Escada Sentiment
- Sexy Graffiti

Fine Fragrances & Cosmetics
- Lace Lace

Frederic Malle
- Carnal Flower
- Geranium Pour Monsieur
- Portrait of a Lady
- Une Fleur de Cassie
- Vetiver Extraordinaire

Giorgio Armani
- Acqua di Gioia
- Armani Code
- Armani Mania

Givenchy
- Amarige
- Very Irresistible
- Ysatis

Gucci
- Gucci Accenti

Helena Rubinstein
- All You`ve Ever Wanted

Jennifer Lopez
- Live Live

Kenzo
- Jungle L'Elephant
- Jungle le Tigre

Krizia
- Krazy Krizia

Lalique
- Le Parfum

Lancome
- Miracle Forever
- Trésor

Paco Rabanne
- Lady Million

Ralph Lauren
- Safari

Sisley
- Soir de Lune

Thierry Mugler
- Alien

Viktor & Rolf
- Flowerbomb Flowerbomb

Vivienne Westwood
- Anglomania

Yardley
- Lace Lace

Yves Saint Laurent
- L'Homme
- La Nuit de l`Homme
- Paris Premieres Roses
- Paris Roses des Verges